# Lyonia compta
Lyonia compta là một loài thực vật có hoa trong họ Thạch nam. Loài này được (W.W. Sm. & Jeffrey) Hand.-Mazz. mô tả khoa học đầu tiên năm 1936.